# キュノデスメ

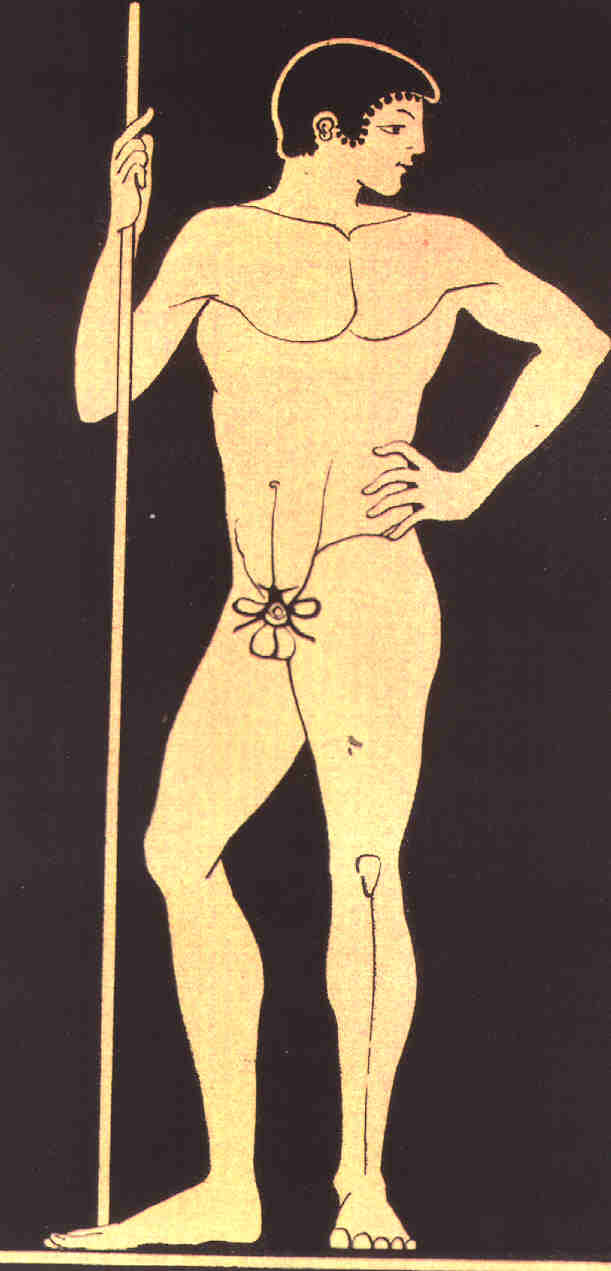
キュノデスメを身に着けた古典的なギリシアの運動選手（紀元前480年頃のトリプトレモスの画家によるもの）。

キュノデスメ（キュノデズメー、ギリシア語: κυνοδέσμη, kynodesmē;「犬の紐、首輪」の意）は、陰茎亀頭が公共の場で露出するのを防ぐために古代ギリシアとエトルリアで着用されていた紐または革の帯。アクロポスティオンと呼ばれる、亀頭を超えて伸びた包皮の部分のまわりにきっちりと巻かれた。

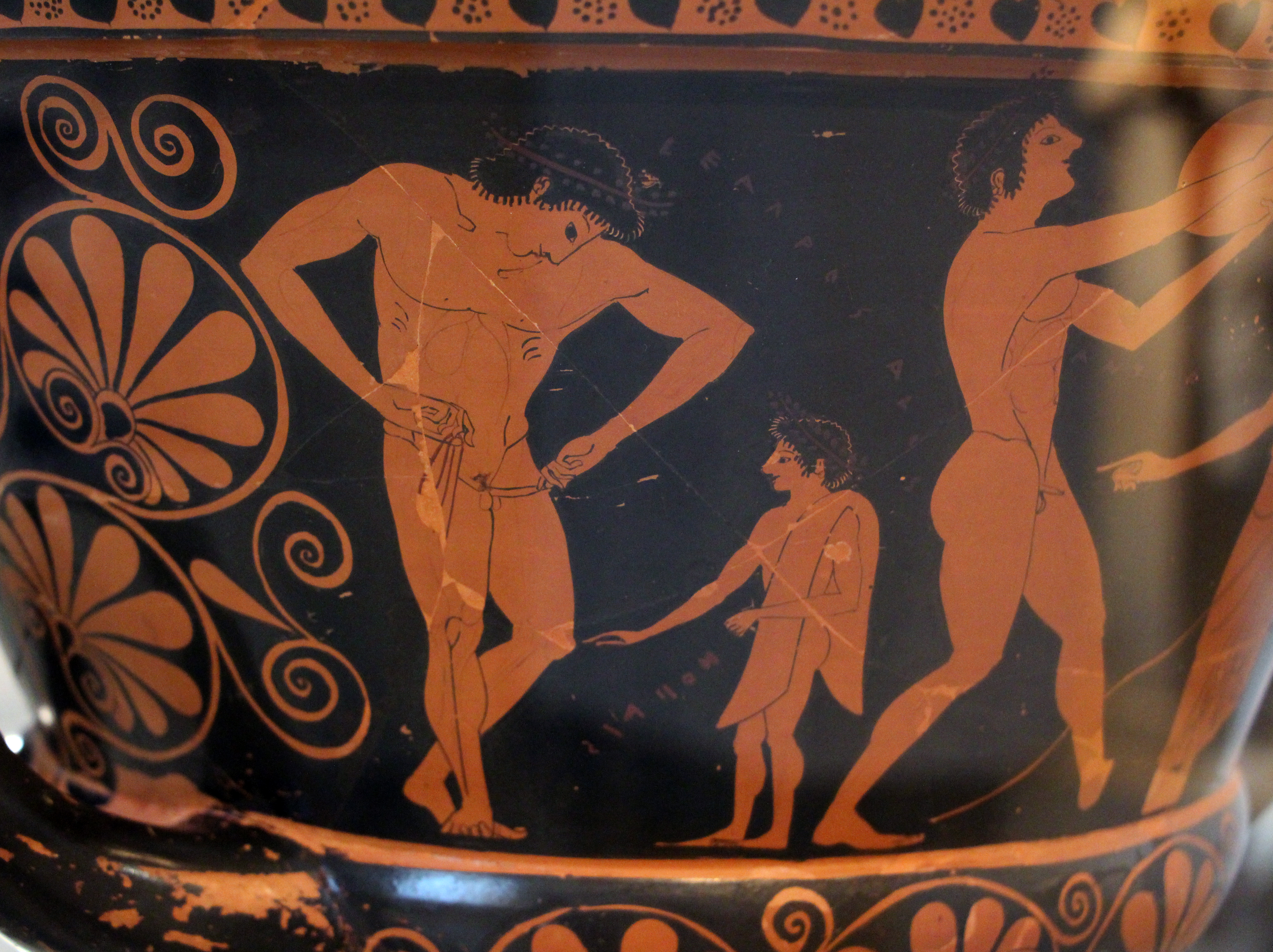
エウプロニオスによる赤絵式萼型クラテール（紀元前510年頃の作）の一面。運動選手の青年が左手の指で自分のアクロポスティオンをつまんで包皮を引っ張り、右手に用意したキュノデスメを装着しようとしている。

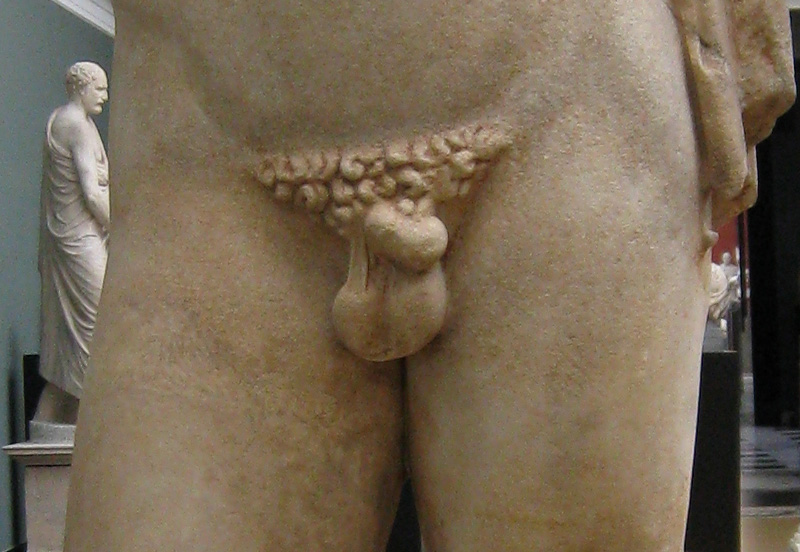
ギリシアの詩人アナクレオン（紀元前570年 – 紀元前485年）の彫像の細部。アクロポスティオンのまわりに巻かれたあと陰茎の根元に結ばれたキュノデスメの着用が見てとれる。

古代ギリシアの美術品に描かれているように、キュノデスメは運動選手、俳優、詩人、また饗宴（シュンポシオン）や酒宴（コーモス）に参加する人々などによって着用された。公共の場で一時的に着用され、随意に取り外し、また装着することができた。
包皮を結んだキュノデスメは、陰茎を持ち上げて陰嚢を露出させるために腰紐に取りつけるか、陰茎が丸まって見えるように陰茎の根元に結びつけることができた。多数の彫像において性器が典型的に丸まった見かけをしているのは後者の着用法による。

## 用途

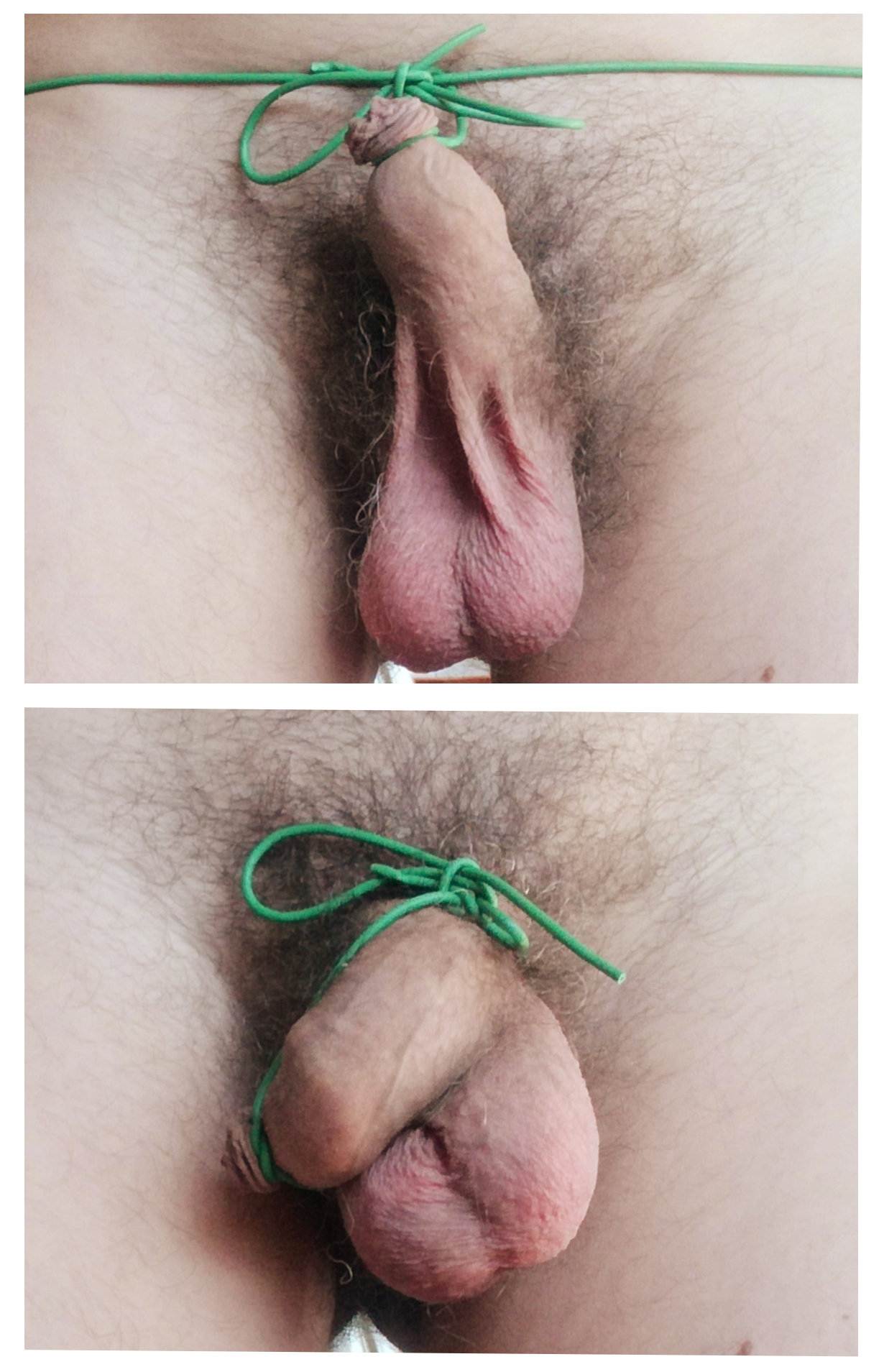
キュノデスメの結び方2種。上段：腰に巻いたベルト状のループに結びつけたもの。下段：陰嚢の根元に巻いたループに結びつけたもの。

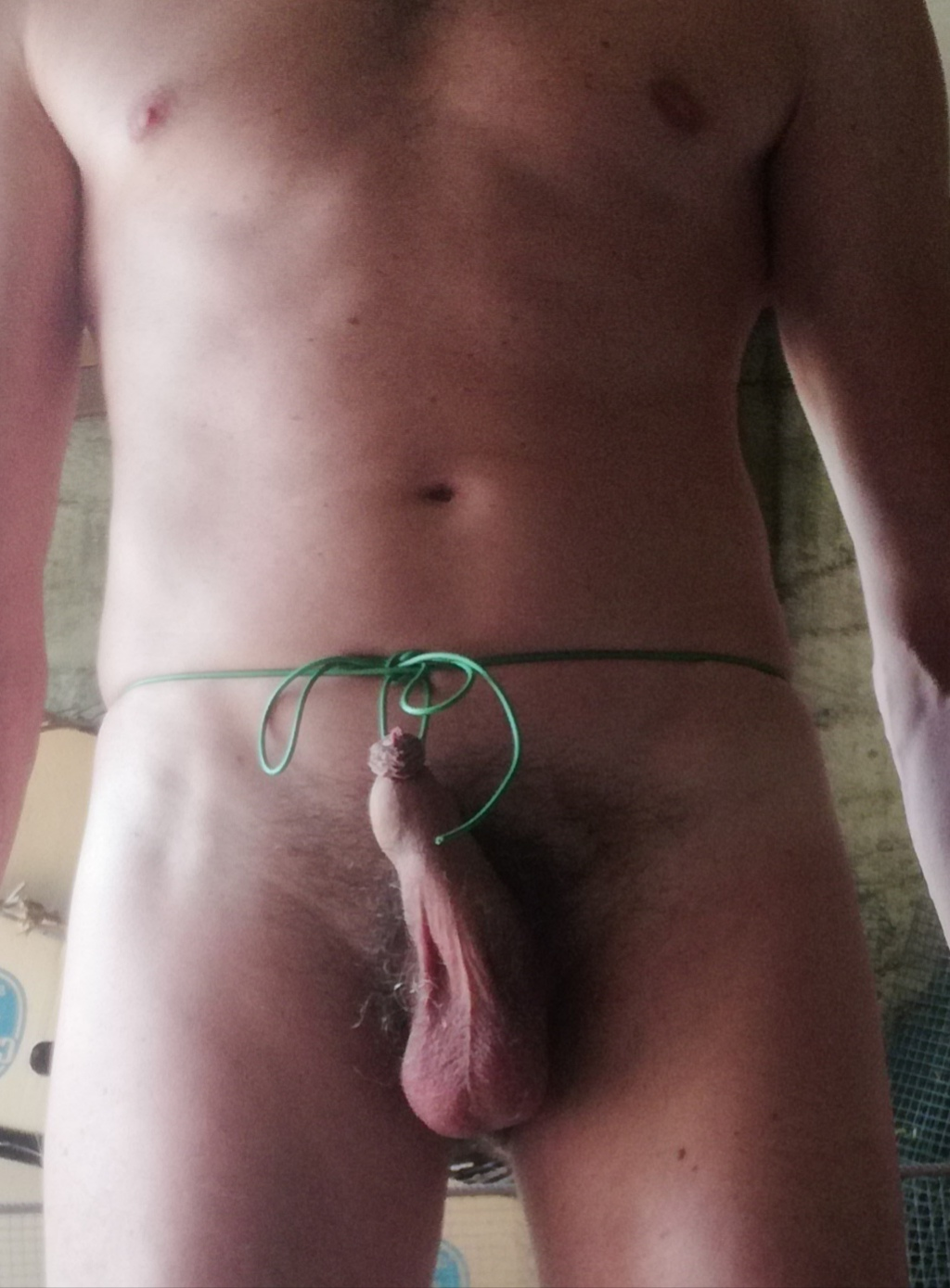

古代ギリシアでは、公の場で裸を見せることは不快とはされなかったが、陰茎亀頭を露出させることは奴隷や野蛮人にしか見られない不名誉で恥ずべきことだと考えられた。公共の場で裸になる運動選手や俳優などは、品位と節度を保つため亀頭を隠す必要があった。同じ事情について第一マカベア書と『ユダヤ古代誌』が、ユダヤ人の青少年のもとでのエルサレムの運動場に関連して指摘している。
キュノデスメを恒常的に用いている者たちにおいて、アクロポスティオンに常時引っ張る力がかかっていることは包皮の伸長につながるが、これは古代ギリシア人にとってきわめて望ましいことであって、彼らにとって美しく均整のとれた包皮とは、長くて円錐状または筒状の特徴的な形をしたものであった。したがって、少なくともある場合においては、亀頭を隠すことよりも包皮の伸長それじたいがキュノデスメを用いる主目的であったとも考えられる。
古代ギリシア・ローマの医学知識によると、長引く性交にもとづく過度の射精は男性を弱体化させると考えられ、特に男性的な声の質に悪影響があると考えられた。キュノデスメによる非外科的な（穴を開けたりという損傷の必要のない）性器の閉塞は完全に可逆的なものであったから、歌手や役者にとって声の質を維持するための方法として用いられていた可能性がある。

## 芸術に見られるキュノデスメ
文献における最古の言及は、紀元前5世紀前半のアイスキュロスによるサテュロス劇『イストミア祭の参加者たち』(Θεωροὶ ἢ Ἰσθμιασταί) の断片によるものである。それ以前では古代ギリシアの陶器に描かれた運動選手の例が知られる。
エトルリア人とローマ人はキュノデスメを ligatura praeputii（ラテン語：包皮の結紮）と呼んだが、彼ら自身は亀頭を隠す目的にこのような帯ではなくフィブラと言われる留め金を使用することを好んだ。